# Tubulicrinaceae
The Tubulicrinaceae là một họ nấm thuộc bộ Polyporales.